# 劉建德
刘建德（？—前50年），即长沙剌王。代孝王汉景帝玄孙，长沙定王刘发曾孙，长沙戴王刘庸之孙，长沙顷王刘附朐之子，西汉宗室。
刘建德於汉昭帝始元四年（前83年）继承长沙王位。汉宣帝时，刘建德外出狩猎时纵火烧毁民宅九十六家，杀死二人。又因为私怨，指使人诬告内史犯有弃市之罪。有司经过审问查清事实后，上报汉宣帝。汉宣帝批准有司审判，夺刘建德八个县的封邑，长沙国中尉因失职也被罢免。
刘建德在位三十四年於甘露四年（前50年）去世，其子炀王刘旦嗣位，在位二年，无后。刘建德另一个儿子刘宗继承长沙王位。

## 子孙
- 長沙煬王劉旦，（？—前48年），黄龙元年（公元前49年）袭封，次年去世，谥炀，无子，长沙国一度绝封。[1][2]
- 長沙孝王劉宗，（？—前43年），初元元年（公元前48年），刘旦去世，无子，长沙国绝封。初元四年（前45年），刘宗续封为长沙王。永光元年（公元前43年）去世，谥孝。子刘鲁人袭封。[1][3]其余诸子安平釐侯刘習、陽山節侯刘宗（为何与其父同名，待考，或有误）、湘乡侯刘昌。[4]
  - 長沙缪王刘鲁人（前1世纪—6年），长沙孝王刘宗子。永光二年（公元前42年）袭封。居摄元年（公元6年）去世，谥缪。子刘舜袭封。[1][5]
    - 長沙王刘舜，长沙缪王刘鲁人子。居摄二年（7年）袭封長沙王。居摄三年（8年），王莽篡位，貶為長沙公，始建國元年（9年），廢除長沙国。[1]其子劉興在東漢被封為長沙王。[6]
      - 長沙王刘兴，中国新朝末年东汉初期政治人物。汉光武帝封他为长沙王。刘兴是西汉長沙定王劉發的七世孙，末代長沙王刘舜的儿子。居摄三年（8年），王莽篡位，刘舜降爵为長沙公，次年封国废除。王莽末年，更始帝刘玄和南阳刘伯升、刘秀兄弟都是長沙王後裔的庶支，為刘兴的祖父輩。约建武二年（26年）左右，汉光武帝刘秀封刘兴长沙王，建武十三年（37年）二月丙辰，疏屬諸侯王降封，廢除长沙國，劉兴降封临湘侯。
- 昭陽侯劉賞
- 承陽侯劉景